# Marc Urbatsch

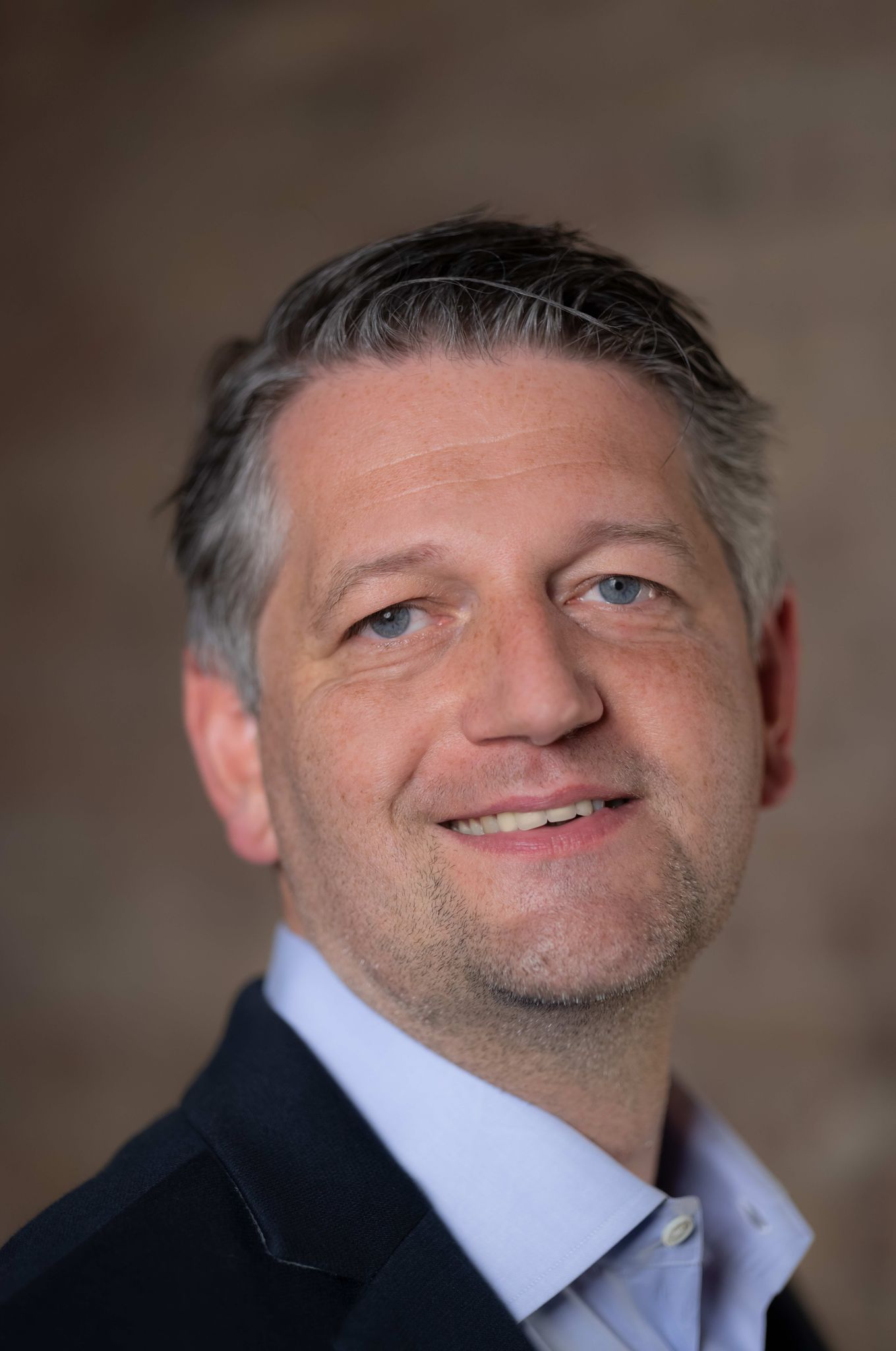
Marc Urbatsch, 2021

Marc Urbatsch (*  15. August 1976 in Erwitte) ist ein deutscher Politiker (Bündnis 90/Die Grünen). Am 11. November 2018 wurde er in Leipzig zum Bundesschatzmeister von Bündnis 90/Die Grünen gewählt. Von 2016 bis 2019 war er Mitglied des Abgeordnetenhauses von Berlin.
Urbatsch gehört der Bezirksverordnetenversammlung Mitte seit 2011 als Sprecher seiner Fraktion an. Bei der Wahl zum Abgeordnetenhaus von Berlin 2016 erhielt er ein Direktmandat im Wahlkreis Mitte 4. Im April 2019 gab Urbatsch bekannt, dass er aus zeitlichen Gründen zum 31. Juli 2019 auf das Mandat im Abgeordnetenhaus verzichten werde, da es zeitlich nicht mit dem Amt des Bundesschatzmeisters der Grünen vereinbar sei. Für ihn rückte Eva Marie Plonske nach. Urbatsch wurde bei der Bundesdelegiertenkonferenz von Bündnis 90/Die Grünen am 16. November 2019 in Bielefeld im Amt als Bundesschatzmeister bestätigt.
2023 kündigte Urbatsch an, nicht erneut als Bundesschatzmeister zu kandidieren. Auf der Bundesdelegiertenkonferenz in Karlsruhe im November 2023 wurde Frederic Carpenter als Nachfolger gewählt.
Urbatsch gehört zusammen mit seiner Schwester Katja Urbatsch zu den Gründern der Initiative ArbeiterKind.de, einem Netzwerk für Studierende der ersten Generation.